# Catavi (La Paz)
Catavi es una localidad en Bolivia, ubicado en el excantón de Konani, en el municipio de Sica Sica de la provincia de Aroma del departamento de La Paz.
En esta población nació Freddy Mamani Silvestre, creador de los cholets, un nuevo estilo arquitectónico andino en Bolivia.